# Gudrun-Axeli Knapp
Gudrun-Axeli Knapp (* 22. November 1944 in Winterberg) ist eine deutsche Sozialwissenschaftlerin und Professorin emerita am Psychologischen Institut der Gottfried Wilhelm Leibniz Universität Hannover. Ihre Schwerpunkte in Forschung, Lehre und Publikationen sind Sozialpsychologie der Geschlechterdifferenz, Soziologie des Geschlechterverhältnisses und Feministische Theorie.

## Leben und Werk
Gudrun-Axeli Knapp absolvierte von 1963 bis 1965 eine Ausbildung zur staatlich geprüften Gymnastiklehrerin an der Doris-Reichmann-Schule in Hannover. 1965 wanderte sie nach Chicago aus, wo sie verschiedene Jobs annahm, unter anderem beim Chicago Health Club. In den USA wurde ihr Interesse geweckt, Einblick in gesellschaftliche und historische Zusammenhänge zu gewinnen, weil sie intensiver als in der heimischen Umgebung in Deutschland soziale Ungerechtigkeit und Ungleichheit wahrnahm, erschüttert war von den Bildern vom Krieg in Vietnam und „als Deutsche“ mit der nationalsozialistischen Vergangenheit konfrontiert wurde. 1969 kehrte sie nach Deutschland zurück und arbeitete nach einem Volontariat bis 1972 als Redakteurin bei der Hannoverschen Presse.
1971 legte sie eine Immaturenprüfung ab und nahm das Studium der Soziologie, Sozialpsychologie und Politischen Wissenschaft an der Universität Hannover auf. 1980 wurde sie zur Dr. phil. promoviert. Die Buchveröffentlichung ihrer Dissertation unter dem Titel Industriearbeit und Instrumentalismus. Zur Geschichte eines Vor-Urteils erschien 1981.
Sie hatte Lehraufträge an den Universitäten Hannover, Dortmund, Innsbruck, Wien und Vertretungsprofessuren an den Universitäten Münster und Kassel. 1990 folgte die Habilitation in Bremen im Fach Sozialwissenschaften, Schwerpunkt Sozialpsychologie mit einer Schrift zum Thema Radikalität in der feministischen Wissenschaft. 1991 wurde sie auf die Professur für Frauen- und Geschlechterforschung an die Universität Hannover berufen.
Mit ihrem Sammelband Im Widerstreit – Feministische Theorie in Bewegung legte Gudrun-Axeli Knapp 2012 eine umfangreiche Werkschau aus 25 Jahren feministischer Theoriebildung vor.

„Insgesamt [...] präsentiert sich der Sammelband Im Widerstreit als gewaltiger und beeindruckender Fundus intellektueller Inspiration, der unbedingt und ohne Einschränkung als jetzt schon ‚Klassikerin‘ feministischer Theoriebildung weiterempfohlen gehört.“

## Mitgliedschaften
- Sektion Frauenforschung in der Deutschen Gesellschaft für Soziologie (DGS);  von 1987 bis 1991 Sektionsrätin der Sektion Frauenforschung.
- British Sociological Association
- Arbeitskreis Wissenschaftlerinnen Hannover

## Veröffentlichungen (Auswahl)
- Arbeiten am Unterschied. Eingriffe feministischer Theorie, Innsbruck/Wien 2014, ISBN 978-3-7065-5331-5.
- Im Widerstreit. Feministische Theorie in Bewegung, Wiesbaden 2012, ISBN 978-3-531-18267-4.
- mit Regina Becker-Schmidt: Feministische Theorien zur Einführung, Hamburg 2000, ISBN 978-3-88506-313-1.